# Batman Forever (banda sonora)
Batman Forever: Original Music from the Motion Picture es el álbum de la banda sonora de la película Batman Forever de 1995, publicado ese mismo año y con la participación de diversos artistas como U2 y Seal entre otros.

## Antecedentes
Solo cinco canciones de la banda sonora aparecen en la película. Los sencillos Hold Me, Thrill Me, Kiss Me, Kill Me de U2 y Kiss from a Rose de Seal fueron nominados a los Premios MTV Movie. Además, Kiss from a Rose (cuyo clip de video fue dirigido por Joel Schumacher) alcanzó el número 1 en las listas de Estados Unidos. La propia banda sonora, con canciones adicionales de The Flaming Lips, Brandy (ambas canciones también se incluyen en la película), Method Man, Nick Cave, Michael Hutchence (de INXS), PJ Harvey, y Massive Attack, fue un intento (en palabras del productor Peter MacGregor-Scott) de hacer una película más «pop». La banda sonora tuvo un enorme éxito, vendiendo tantas copias como el álbum para la película de 1989 de Batman de Prince.
Un segundo álbum, con más de 40 minutos de la banda sonora de "Batman Forever" compuesta por Elliot Goldenthal, fue lanzado dos semanas después del álbum  comercial.

## Pistas
| Batman Forever: Original Music from the Motion Picture |                                        |                                 |          |  |
| N.º                                                    | Título                                 | Música                          | Duración |  |
| 1.                                                     | «Hold Me, Thrill Me, Kiss Me, Kill Me» | U2                              | 4:46     |  |
| 2.                                                     | «One Time Too Many»                    | PJ Harvey                       | 2:52     |  |
| 3.                                                     | «Where Are You Now?»                   | Brandy                          | 3:57     |  |
| 4.                                                     | «Kiss from a Rose»                     | Seal                            | 3:38     |  |
| 5.                                                     | «The Hunter Gets Captured by the Game» | Massive Attack con Tracey Thorn | 4:06     |  |
| 6.                                                     | «Nobody Lives Without Love»            | Eddi Reader                     | 5:05     |  |
| 7.                                                     | «Tell Me Now»                          | Mazzy Star                      | 4:17     |  |
| 8.                                                     | «Smash It Up»                          | The Offspring                   | 3:26     |  |
| 9.                                                     | «There Is a Light»                     | Nick Cave                       | 4:23     |  |
| 10.                                                    | «The Riddler»                          | Method Man                      | 3:30     |  |
| 11.                                                    | «The Passenger»                        | Michael Hutchence               | 4:37     |  |
| 12.                                                    | «Crossing the River»                   | The Devlins                     | 4:45     |  |
| 13.                                                    | «8»                                    | Sunny Day Real Estate           | 5:27     |  |
| 14.                                                    | «Bad Days»                             | The Flaming Lips                | 4:39     |  |
| 59:46                                                  |                                        |                                 |          |  |

## Listas musicales
| Lista (1995)                   | Mejor posición |
| ------------------------------ | -------------- |
| Estados Unidos (Billboard 200) | 5              |